# Віндвардсайд
Віндвардсайд (нід. Windwardside) — найбільше містечко на острові Саба (Нідерландські Антильські острови). Назване так через те, що знаходиться на надвітряній стороні острова. Розташоване на східному схилі та біля підніжжя гори Маунт-Сценері на висоті 450 м над рівнем моря. 
У місті розташовані історичний Музей Саби, та Меморіальний музей Гаррі Л. Джонсона. Поблизу музеїв розташована статуя Сімона Болівара. 

## Історія
За місцевими переказами перші поселенці на острові Саба були нідерландські плантатори з острова Сінт-Естатіус, що оселилися на місці сучасного Віндвардсайду не раніше 1640-х років. 
Станом на 1934 це було найбільше поселення на острові, де мешкало 511 людей, переважно європейського походження. З селом Боттом його з'єднувала кам'яно-бетонна дорога.